# Karsten Warholm
Karsten Warholm (* 28. února 1996) je norský atlet, jehož specializací je běh na 400 metrů překážek. V této disciplíně se v  letech 2017, 2019 a 2023 stal mistrem světa. Od 1. července 2021 je držitelem světového rekordu na trati 400 metrů překážek časem 46,70 sekundy. Tento čas ještě výrazně vylepšil v olympijském finále v Tokiu, kdy 3. srpna 2021 zaběhl fantastický čas 45,94 sekundy.

## Sportovní kariéra
V roce 2015 na juniorském mistrovství Evropy vybojoval stříbrnou medaili v běhu na 400 metrů i v desetiboji. Na evropském šampionátu dospělých v roce 2016 obsadil ve finále běhu na 400 metrů překážek šesté místo. Na olympiádě v Riu de Janeiru ve stejné sezóně skončil v této disciplíně v semifinále. Jeho největším úspěchem se zatím stal titul mistra světa v běhu na 400 metrů překážek z mistrovství světa v Londýně v srpnu 2017. Tento titul obhájil časem 47,42 s. také na MS v katarském Dauhá o dva roky později.
Při svém startu na mistrovství Evropy v Berlíně v roce 2018 vybojoval titul na trati 400 metrů překážek. Postoupil i do finále „hladké čtvrtky“, zde skončil osmý.
V březnu 2019 zvítězil v běhu na 400 metrů na evropském halovém šampionátu v Glasgow. V tomto roce také vylepšil svůj osobní rekord na 46,92 sekundy, což je druhý nejlepší výkon všech dob a zároveň evropský kontinentální rekord.
V červnu roku 2020 zaběhl v Oslu světový rekord na netradiční trati 300 metrů překážek časem 33,78 sekundy.
Dne 1. července 2021 zaběhl v Oslu při závodě Diamantová liga světový rekord na trati 400 metrů překážek časem 46,70 sekundy. Tímto časem vymazal ze světových tabulek výkon amerického atleta Kevina Younga, který časem 46,78 s triumfoval ve finále olympijských her v Barceloně 1992.
V exhibičním závodě v běhu na 100 metrů s švédským světovým rekordmanem ve skoku o tyči Armandem Duplantisem dne 4. září 2024 v Curychu prohrál Warholm o desetinu sekundy v čase svého nového osobního rekordu 10,47 s.

## Osobní rekordy
Dráha
- Běh na 300 metrů překážek – 33,05 s., Sia-men, 26. 4. 2025  (Současný světový rekord)[8][9]
- Běh na 400 metrů překážek – 45,94 s., Tokio, 3. 8. 2021  (Současný světový rekord)

Hala
- Běh na 400 metrů – 45,05 s, Glasgow, 2. 3. 2019 (Současný evropský rekord)